# Usera (metropolitana di Madrid)
Usera è una stazione della linea 6 della metropolitana di Madrid. Si trova sotto alla Calle de Amparo Usera, nel distretto di Usera.

## Storia
La stazione è stata inaugurata il 7 maggio 1981 insieme al tratto dalla stazione di Pacífico a quella di Oporto. Nel 2007 è stata ristrutturata per permettere l'accesso a persone a mobilità ridotta con l'installazione di nuovi ascensori, entrati in servizio verso la metà del 2008.

## Accessi
Ingresso Amparo Usera
- Amparo Usera Calle de Amparo Usera, 46
- Ascensore Calle de Amparo Usera, 46

Ingresso Mirasierra Aperto dalle 6:00 alle 21:40 meccanizzato dalle 13:50 alle 21:40
- Mirasierra Calle Mirasierra, 33 (angolo con Calle Carmen Bruguera)